# METATYPE1
METATYPE1 és un conjunt d'eines dedicades a crear fonts tipus 1 desenvolupades per l'equip polonès JNS (Bogusław Jackowski, Janusz Marian Nowacki i Piotr Strzelczyk). Per fer funcionar aquestes eines s'inclou dins del paquet el llenguatge MetaPost, desenvolupat amb anterioritat per John Hobby alumne de Donald Knuth. MetaPost produeix gràfics en PostScript encapsulat. Jackowski i els seus col·legues van escriure rutines especials en el llenguatge MetaPost per generar caràcters tipogràfics de contorn.
MetaType 1 s'ha emprat per generar caràcters tipogràfics llatins dissenyats per ordinador i ha resultat una eina especialment emprada per satisfer el disseny de signes diacrítics. Actualment és part de la majoria de les distribucions TEX.

## Característiques
- Paquet informàtic sota domini públic.[6]
- Suport complet per a fonts tipus 1.
- Compressió de fonts per subrutines.[7]